# Pelican (Alaska)
Pelican – miasto w Stanach Zjednoczonych, w stanie Alaska, w okręgu Hoonah–Angoon.